# 2018年のカナダ
2018年のカナダ （2018ねんのカナダ）では、2018年のカナダに関する出来事について記述する。

## 国王等
- 国王（イギリス国王が兼位。）
  - 第6代: エリザベス2世 （1952年2月6日 - ）
- 総督
  - 第29代: ジュリー・ペイエット （2017年10月2日 - ）
- 首相
  - 第29代: ジャスティン・トルドー （カナダ自由党、2015年11月4日 - ）

## できごと

### 3月
- 3月17日-25日 - オンタリオ州ノースベイで2018年世界女子カーリング選手権大会。

### 4月
- 4月6日 - サスカチュワン州アームリー（英語版）でアイスホッケーのジュニアチームのバスとトレーラーが衝突し、15人が死亡、13人が負傷[1]。
- 4月16日 - フィギュアスケートカナダ代表のパトリック・チャンが現役引退を表明。過去の主な実績は2014年ソチオリンピックの団体戦とシングルで銀メダル、2018年平昌オリンピックの団体戦で金メダル、世界選手権優勝3回、ISUグランプリファイナル優勝2回[2]。
- 4月23日 - オンタリオ州トロントでワゴン車が歩行者に向けて暴走し、10人が死亡、16人が負傷[3]。

### 5月
- 5月8日 - ブリティッシュコロンビア州リッチモンド出身で、MLB・シアトル・マリナーズ所属のジェームズ・パクストンがロジャーズ・センターで開催されたトロント・ブルージェイズ戦で、カナダ人としてはディック・ファウラー（英語版）以来73年ぶり史上2人目となるノーヒットノーランを達成[4]。

### 6月
- 6月8日～6月9日 - 第44回先進国首脳会議がケベック州ラ・マルベー（英語版）で開催された[5]。

### 7月
- 7月22日 - オンタリオ州トロントのダンフォース通り（英語版）で銃乱射事件が発生し、2人が死亡、13人が負傷、犯人は自殺[6]。

### 8月
- 8月10日 - ニューブランズウィック州フレデリクトンで銃撃事件、警官を含む4人死亡。

### 10月
- 10月17日 - 嗜好品としての大麻の所持・使用が合法化。
- 10月26日-28日 - ケベック州ラヴァルで2018年スケートカナダ開催。

### 11月
- 11月13日 - アルバータ州カルガリーで2026年冬季オリンピック招致の住民投票が行われ、否決された。
- 11月16日 - ニューファンドランド島でハスキー・エナジーの石油リグから25万トン以上の石油が海に流出[7]。
- 11月30日 - ブエノスアイレスでトルドー首相が米国・メキシコ・カナダ協定に署名。

### 12月
- 12月5日 - アメリカからの要請でファーウェイの孟晩舟（メン・ワンチョウ）副会長兼CFOの身柄を拘束[8]。
- 12月12日 - ファーウェイの孟晩舟副会長兼CFOを保釈。